# Богоявление

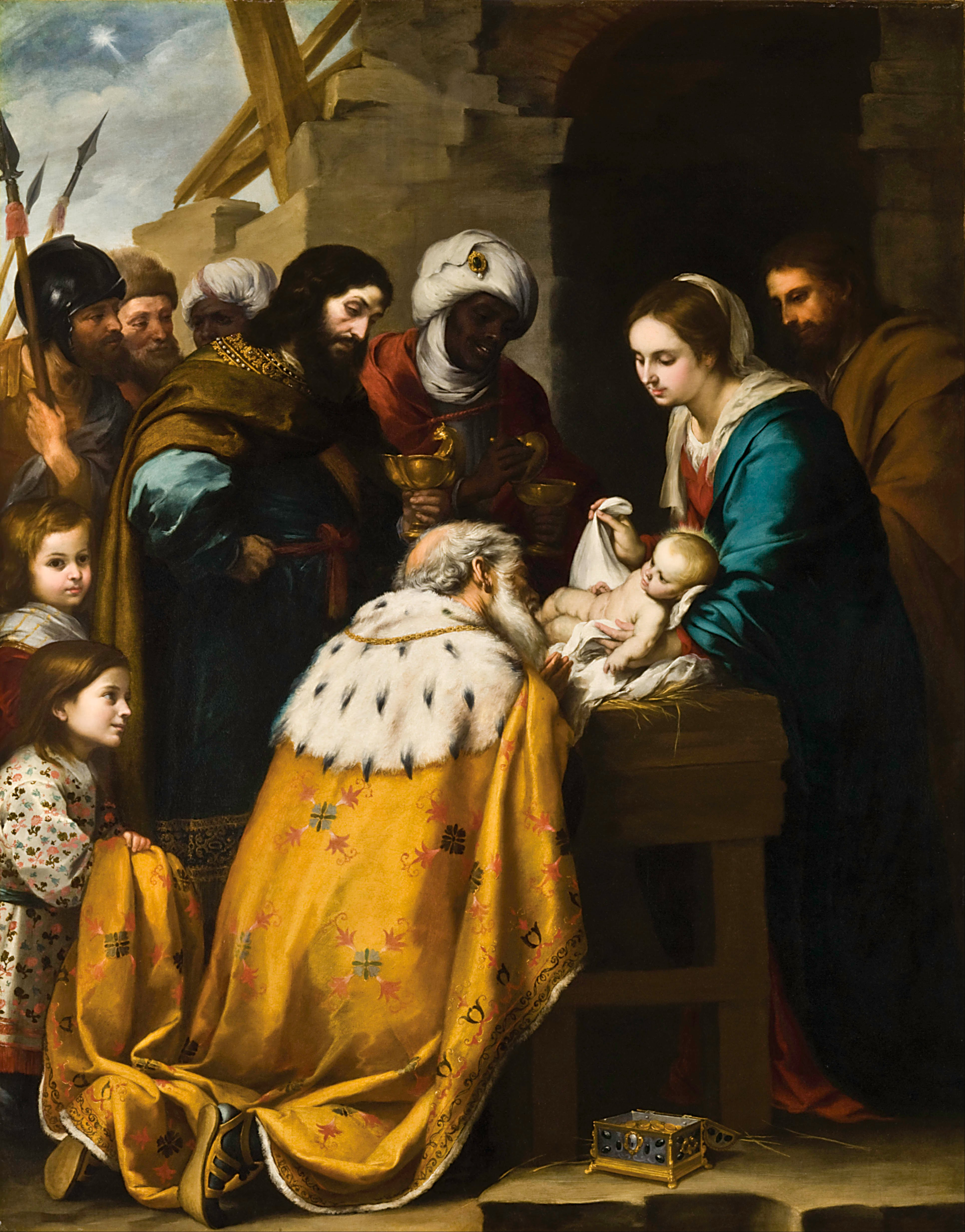
Поклонение волхвов на картине Мурильо

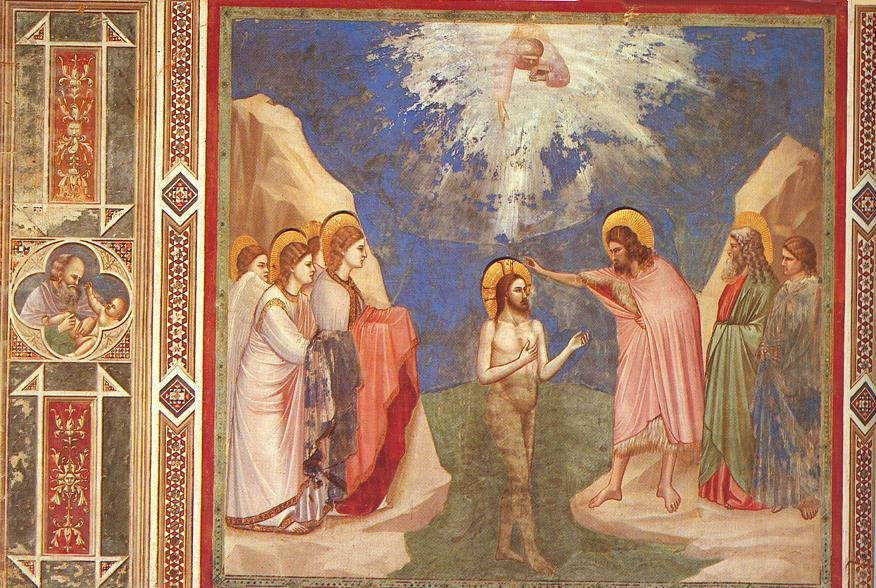
Джотто. Крещение Господне

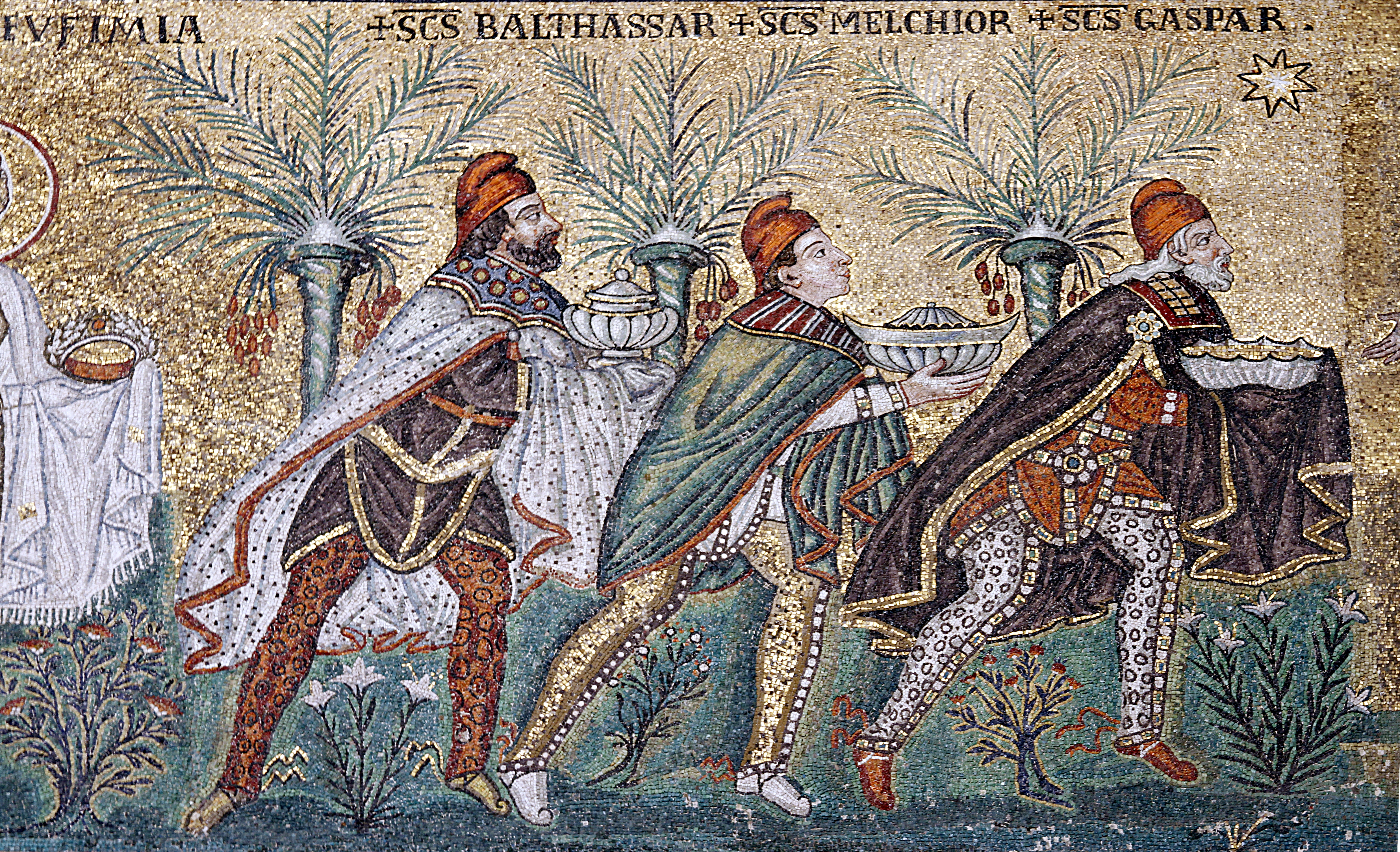
Приход волхвов. Мозаика в Сант-Аполлинаре-Нуово.

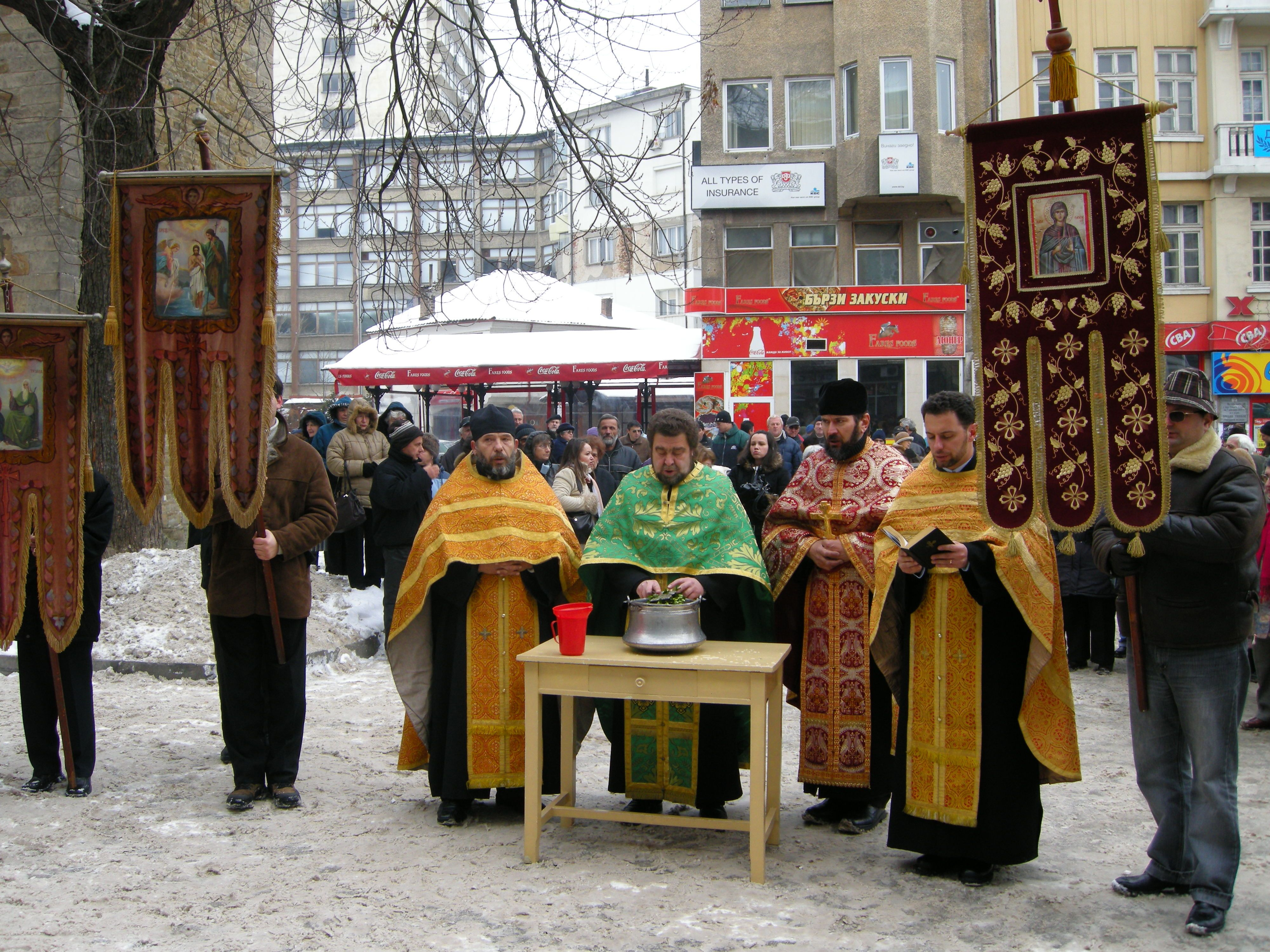
Великая агиасма в Габрове, Болгария

Богоявле́ние (греч. Θεοφάνια — Теофания), более древнее название — Явление (греч. Επιφάνια — Епифания); ещё одно название — Просвеще́ние (греч. Φώτως) — один из древнейших христианских праздников (наряду с Пасхой и Пятидесятницей), посвящённый рождению Иисуса Христа и событиям, сопутствовавшим ему, а также крещению Иисуса Христа в реке Иордан. Первые сообщения о праздновании Богоявления восходят ко II веку и упоминаются у Климента Александрийского и гностиков.
В ходе истории смысл праздника претерпел в разных христианских традициях большие изменения (в частности, Рождество Христово стало отдельным праздником), в результате чего в настоящее[когда?] время исторические церкви отмечают праздник по-разному.

## История
Слово Επιφάνια (эпифания) первоначально использовалось применительно к самому факту явления Христа в мир, то есть Его рождению. Изначально праздник был посвящён воспоминанию трёх евангельских событий: рождества Христа, поклонения волхвов, а также крещения Иисуса в Иордане в начале Его служения. Датой празднования почти повсеместно было 6 января. О празднике Богоявления как о празднике, посвящённом Воплощению, Рождеству и Крещению Христовым, говорится, например, в проповедях Григория Неокесарийского, Григория Богослова и в древних лекционариях.
Первые упоминания о празднике относятся к рубежу II и III веков. В начале IV века празднование Богоявления приобрело массовый характер на Востоке, а чуть позже и на Западе. В том же веке сначала на Западе, а к концу века и на Востоке праздник Рождества Христова выделился в самостоятельное торжество.
Дата 6 января и смысл, соответствующий смысловому наполнению праздника христианской Церкви IV века, сохраняется в отвергнувшей решения Четвёртого Вселенского (Халкидонского) собора (451) Армянской апостольской церкви, в которой со второй половины VI века по указанию католикоса Нерсеса II (548—557) окончательно утвердился обычай праздновать Рождество и Крещение в один день.
В IV—V веках в Церкви распространилась практика отдельного празднования Рождества Христова 25 декабря, а Богоявление 6 января стали праздновать как воспоминание прихода трёх волхвов и Крещения Господня. Тем не менее Иоанн Кассиан Римлянин писал, что в христианском Египте в V веке 6 января в празднике Богоявления продолжали праздновать Рождество Христово и Крещение Господне.
В Средние века в православии праздник именовался также Теофания (греческий эквивалент слова «Богоявление»), а в католицизме — Manifestatio (Явление).
Дальнейшая эволюция смысла праздника шла в православии и католицизме разными путями. В православии праздник Богоявления всё более увязывался по смыслу с Крещением, теряя связь с рождественскими событиями. В настоящее время[когда?] в православии Богоявление и Крещение — разные названия одного праздника. В связи с этим в православии появилось и новое толкование слова «Богоявление» (отсутствовавшее в древности), как явление Бога во время Крещения в полноте Троицы (Бог-Сын крестился, Бог-Отец говорил с небес, Бог-Святой Дух сходил на Бога-Сына в виде голубя).
В католицизме, напротив, праздник Богоявления всё более и более связывался с евангельскими событиями после Рождества, главным образом, поклонением волхвов. После проведения литургической реформы, начатой Вторым Ватиканским собором, Крещение в ординарном чине римской мессы празднуется в воскресенье после Богоявления, в то время как католики-традиционалисты продолжают его отмечать 13 января (прежняя Октава Богоявления). Было бы неверно утверждать, что этим праздник Крещения в латинском обряде полностью отделился от праздника Богоявления. В рамках литургического года происходит постепенное развёртывание его содержания. Так, например, во второе воскресенье после Богоявления читается Евангелие о браке в Кане Галилейской. Это событие также вспоминается в литургических текстах Богоявления (см. антифоны на Утрене и Вечерне).

## Современное празднование
- Древневосточные православные церкви: 6 января — Богоявление: воспоминание Рождества Христова, поклонения волхвов и Крещения. Отдельные праздники Рождества Христова и Крещения отсутствуют. Коптская православная церковь празднует единое Богоявление 7 января.
- Православие: 6 (19) января — двунадесятый праздник. В православии для литургических целей используют юлианский (см. Старостильные церкви) или новоюлианский календари; в XX—XXI веках 6 января по юлианскому календарю соответствует 19 января по григорианскому.
- Католицизм римского обряда: 6 января — Богоявление (приход волхвов). В амвросианском обряде — Богоявление — воскресенье между 2 января и 6 января.

## Традиции
- В Болгарии и России на праздник Богоявления или Крещения освящают воду. Иногда освящение проводится прямо на водоёмах в специально пробитых прорубях, которые называют «иордань», в воспоминание крещения Христа в Иордане. Существует также традиция купания в этих прорубях.
- В католических храмах в праздник Богоявления освящают воду, мел и ладан. В ряде стран существует традиция писать на дверях или косяках церквей и домов латинские буквы CMB, что иногда интерпретируют как первые буквы имён трёх волхвов — Каспара, Мельхиора и Бальтазара; а иногда как первые буквы латинской фразы «Christus mansionem benedicat» («Да благословит Христос этот дом») или «Christus multorum benedicat» («Христос всех благославляет»). В российских католических общинах существует также дополнительная, собственная форма написания кириллическими буквами с титлами, стилизованным крестом и календарным годом[10].
- В Испании и многих испаноязычных странах именно в праздник Богоявления, а не в Рождество или в день святого Николая дети получают подарки. Считается, что их разносят волхвы (по-испански «Los Reyes Magos» — короли-маги).
- Во Франции и в ряде других европейских стран на праздник Богоявления готовится традиционный десерт — «пирог волхвов». Его рецепты варьируются в зависимости от страны и местности; общим является то, что в запекаемый пирог закладывается сюрприз (боб, фигурка, монетка и так далее). Во Франции тот, кому он достанется, провозглашается «королём» или «королевой» дня; в Испании считается, что счастливчика ждёт богатый и успешный год.
- В Германии проводится «Праздник трёх царей», один из главных в католической церкви[11].
- В Италии является государственным общественным праздником, олицетворением которого стала Бефана (искажённое Epifania) — старуха, летающая на метле и приносящая подарки детям. Существует поверие, что Бефана ищет ребёнка Иисуса и поэтому разносит подарки. Многие города и селения организовывают праздники и парады посвящённые празднику Богоявления. Декоративные носки (или гольфы) наполненные конфетами ожидают детей во многих ресторанах, кафе и гостиницах при входе.